# Karl Konrad Müller
Karl Konrad Müller (* 7. Juli 1854 in Würzburg; † 15. Juni 1903 in Jena) war ein deutscher Klassischer Philologe und Bibliothekar.

## Leben
Karl Konrad Müller, der Sohn des Würzburger Anatomieprofessors Heinrich Müller (1820–1864), besuchte das Gymnasium seiner Heimatstadt und bezog nach der Reifeprüfung (1871) mit 17 Jahren die Universität Würzburg. Dort studierte er Philologie bei Ludwig von Urlichs und Martin Schanz. Später wechselte er an die Universität Erlangen, wo ihn Iwan von Müller und Eduard Wölfflin beeinflussten.
Nach dem Staatsexamen (1875) leistete Müller Militärdienst bei der Infanterie und beschritt anschließend die Bibliothekslaufbahn. Er arbeitete in der Universitätsbibliothek Würzburg und schrieb nebenbei seine Dissertation über die Bildtafel des Kebes, mit der er 1877 promoviert wurde. 1879 unternahm er (unterstützt von einem staatlichen Stipendium) seine erste Studienreise nach Italien, auf der er griechische Handschriften studierte und den Plan für sein Lebenswerk fasste: eine kritische Gesamtausgabe der griechischen Kriegsschriftsteller herzustellen. Müller arbeitete mehr als zwei Jahrzehnte an diesem Vorhaben, ohne es je zum Abschluss zu bringen. Von seinen umfassenden Studien veröffentlichte er nur wenige Auszüge, weil die Ergebnisse seinen Ansprüchen nicht genügten.
Durch Veranlassung des Historikers Heinrich Gelzer wurde Müller 1888 zum Leiter der Universitätsbibliothek Jena berufen und erhielt die Titel Direktor und Hofrat. In diesem Amt versah Müller eine Vielzahl von Pflichten, die seine eigene Forschungsarbeit lähmten: Er überwachte den Neubau der Bibliothek, ordnete die Münzsammlung der Universität, betreute die Herausgabe der Jenaer Liederhandschrift (seit 1896) und bereitete den Jenaer Bibliothekstag (1902) vor.
Karl Konrad Müller starb am 15. Juni 1903 im 49. Lebensjahr an einer akuten Darmerkrankung.